# Atilio Demaría
Atilio José Demaría, italianizzato in Attilio Demaria (Buenos Aires, 19 marzo 1909 – Haedo, 11 novembre 1990), è stato un calciatore e allenatore di calcio argentino naturalizzato italiano di ruolo centrocampista o attaccante. Campione del Mondo con la Nazionale italiana nel 1934.

## Caratteristiche tecniche
Giocava come mezzala sinistra. In Argentina giocò anche alcune partite nel ruolo di centravanti (1928) e di mezzala destra (1929). Abile tecnicamente, era basso di statura e aveva le gambe storte, ma era comunque in grado di effettuare precisi passaggi, sia sulle brevi che sulle lunghe distanze. Era in possesso di una affinata visione globale di gioco, di buone capacità di palleggio e di riflessi pronti. Era anche un giocatore piuttosto concreto, in questo aiutato dalla precisione del suo tiro, solitamente effettuato con il piede sinistro; all'Inter formò una buona intesa con l'attaccante Giuseppe Meazza.

## Carriera

### Giocatore

#### Club
Demaría debuttò in un campionato di massima serie giocando in patria con l'Estudiantil Porteño: il suo esordio risale alla 16ª giornata della Primera División 1926 dell'Asociación Amateurs de Football, Sportivo Palermo-Estudiantil Porteño 4-0; fu impiegato come mezzala sinistra. Al termine della sua prima annata contò 3 presenze, con 0 gol segnati; la prima marcatura arrivò nel torneo successivo, il 1º maggio 1927 contro il Liberal Argentino. Nel 1927 giocò 27 incontri, segnando 8 volte, venendo sempre impiegato come mezzala sinistra. Nel campionato del 1928 fu schierato sia come mezzala che come centravanti, e insieme ad Antonio Pujolas fu il giocatore con più presenze nell'Estudiantil Porteño, con 35. Migliorò a livello realizzativo, mettendo a referto 9 gol. Nel Concurso Estímulo 1929 Demaría replicò le 9 reti del 1928, segnandole in 14 incontri: fu il miglior marcatore del suo club, davanti ad Alfredo Devincenzi (7). Nella Primera División 1930 Demaría disputò 27 partite, per la prima volta a fianco di suo fratello Félix (che giocò una sola gara, come ala sinistra): i due giocarono insieme contro l'Excursionistas il 23 novembre 1930. Atilio Demaría registrò la sua stagione più prolifica: 11 reti. L'attaccante fu poi ceduto al Gimnasia y Esgrima di La Plata per una tournée in Europa: durante i vari incontri di tale spedizione, Demaría andò a segno per 8 volte. Dopo che ebbe giocato le prime due giornate della Copa Campeonato 1931 con l'Estudiantil, fu messo sotto contratto dal Gimnasia, che lo fece diventare professionista per la prima volta: giocò un solo incontro di campionato per la formazione bianco-blu, il 12 luglio 1931 contro il San Lorenzo.

Demaría (a sinistra), capitano dell'Ambrosiana-Inter, a colloquio con l'attaccante Giuseppe Meazza del Milano prima di un derby meneghino del 1941.

Nell'estate del 1931 passò all'Ambrosiana-Inter. Il giocatore sbarcò a Genova insieme a Héctor Scarone il 6 agosto 1931, e si recò in treno fino a Milano per poi unirsi alla rosa dei nerazzurri. Esordì in Serie A il 20 settembre 1931 contro il Casale; segnò il primo gol il 4 ottobre contro il Brescia, al 63º minuto. Alla sua prima stagione in Italia giocò da titolare, venendo schierato 32 volte su 34: andò a segno in 8 occasioni, e ricevette anche una espulsione. La Serie A 1932-1933 fu per lui la miglior stagione a livello realizzativo in Italia: segnò difatti 13 gol in 30 partite. Ebbe anche modo di debuttare in àmbito internazionale con l'Ambrosiana, disputando 6 gare (con 4 reti) durante la Coppa dell'Europa Centrale 1933. Nel 1933-1934 giocò tutte e 34 le gare di campionato, realizzando 12 gol. Al termine della Serie A 1934-1935, invece, aveva registrato 30 presenze, con 10 reti. Dopo aver giocato la stagione 1935-1936 con l'Ambrosiana, Demaría lasciò l'Italia, facendo ritorno in patria. Nel 1936 giocò per l'Independiente, segnando anche una rete in massima serie contro il San Lorenzo (16 agosto). Nel 1937 fece parte della rosa dell'Estudiantil Porteño, club che lo aveva visto debuttare: con la squadra rosso-blu giocò in seconda serie argentina.
Tornò con i nerazzurri a partire dal 1938. Alla sua prima stagione di rientro in Italia, vinse la Coppa Italia, competizione in cui disputò 4 incontri; in campionato, invece, scese in campo per 23 volte. Nel campionato di Serie A 1939-1940 divenne un elemento portante della formazione interista che si aggiudicò lo Scudetto: chiamato a sostituire Giuseppe Meazza e Giovanni Ferrari, infortunati, segnò 12 reti in 29 gare, portando un buon contributo alla vittoria finale. Fu titolare anche nelle due stagioni seguenti, mentre nel 1942-1943 fu meno impiegato: lasciò il club nerazzurro all'indomani della sconfitta per 2-1 subita sul campo del L.R. Vicenza l'11 aprile del 1943. Con l'Ambrosiana-Inter disputò complessivamente 295 incontri (268 in campionato, 17 nelle coppe europee e 10 in Coppa Italia) siglando 86 marcature (76 in campionato, 8 nelle coppe europee e 2 in Coppa Italia). Dopo un periodo di fermo a causa della Seconda guerra mondiale, fu ingaggiato dal Novara, che lo impiegò nel Campionato Alta Italia 1944 (il torneo della Repubblica Sociale Italiana); nel 1946 venne acquistato dal Legnano, con cui disputò la Serie B-C Alta Italia 1945-1946. Poco dopo frequentò il supercorso di Coverciano e nella stagione 1946-1947 giocò e allenò il Cosenza in Serie B. Si ritirò dall'attività nel 1948.

#### Nazionale

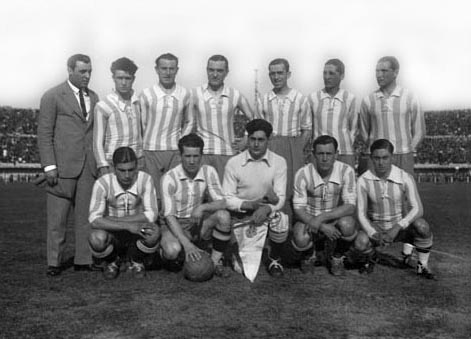
Demaría (accosciato, secondo da destra) con la nazionale argentina al

Demaría fu convocato dall'Argentina in vista del campionato del mondo 1930: giocò la sua unica partita in tale competizione il 19 luglio contro il Messico. Nella Nazionale argentina giocò in tutto 3 partite, senza segnare reti.
Una volta giunto in Italia gli viene attribuita la cittadinanza italiana per diritto di sangue in modo da poter giocare con la Nazionale azzurra. Esordì con l'Italia il 27 novembre 1932 a San Siro contro l'Ungheria, in una gara amichevole: fu impiegato come mezzala destra. Nel 1933 giocò 4 gare con la Nazionale B, marcando altrettanti gol. Nel 1934 tornò a far parte della Nazionale A, venendo convocato per il campionato del mondo 1934. Durante tale manifestazione fu una riserva, e venne schierato (da mezzala sinistra) in una sola occasione, la ripetizione della semifinale contro la Spagna del 1º giugno a Firenze. L'Italia vinse poi quel Mondiale, e Demaría ottenne il suo primo titolo mondiale su due partecipazioni: con l'Argentina era giunto in finale nel 1930. Rimase nel giro della Nazionale italiana fino al 1940, vincendo una Coppa Internazionale (1933-1935): in tutto, assommò 13 presenze (9 amichevoli, 3 in Coppa Internazionale e 1 al Mondiale) e 3 reti.

## Statistiche

### Presenze e reti nei club
| Stagione                   | Squadra                    | Campionato                 | Campionato | Campionato | Coppe nazionali | Coppe nazionali | Coppe nazionali | Coppe continentali | Coppe continentali | Coppe continentali | Altre coppe | Altre coppe | Altre coppe | Totale | Totale |
| Stagione                   | Squadra                    | Comp                       | Pres       | Reti       | Comp            | Pres            | Reti            | Comp               | Pres               | Reti               | Comp        | Pres        | Reti        | Pres   | Reti   |
| -------------------------- | -------------------------- | -------------------------- | ---------- | ---------- | --------------- | --------------- | --------------- | ------------------ | ------------------ | ------------------ | ----------- | ----------- | ----------- | ------ | ------ |
| 1926                       | Estudiantil Porteño        | PD                         | 3          | 0          | -               | -               | -               | -                  | -                  | -                  | -           | -           | -           | 3      | 0      |
| 1927                       | Estudiantil Porteño        | PD                         | 27         | 8          | -               | -               | -               | -                  | -                  | -                  | -           | -           | -           | 27     | 8      |
| 1928                       | Estudiantil Porteño        | PD                         | 35         | 9          | -               | -               | -               | -                  | -                  | -                  | -           | -           | -           | 35     | 9      |
| 1929                       | Estudiantil Porteño        | CE                         | 14         | 9          | -               | -               | -               | -                  | -                  | -                  | -           | -           | -           | 14     | 9      |
| 1930                       | Estudiantil Porteño        | PD                         | 27         | 11         | -               | -               | -               | -                  | -                  | -                  | -           | -           | -           | 27     | 11     |
| 1931                       | Estudiantil Porteño        | CC                         | 2          | 0          | -               | -               | -               | -                  | -                  | -                  | -           | -           | -           | 2      | 0      |
| 1931                       | Gimnasia L.P.              | PD                         | 1          | 0          | -               | -               | -               | -                  | -                  | -                  | -           | -           | -           | 1      | 0      |
| 1931-1932                  | Ambrosiana-Inter           | A                          | 32         | 8          | -               | -               | -               | -                  | -                  | -                  | -           | -           | -           | 1      | 0      |
| 1932-1933                  | Ambrosiana-Inter           | A                          | 30         | 13         | -               | -               | -               | CEC                | 6                  | 4                  | -           | -           | -           | 36     | 17     |
| 1933-1934                  | Ambrosiana-Inter           | A                          | 34         | 12         | -               | -               | -               | CEC                | 2                  | 0                  | -           | -           | -           | 36     | 12     |
| 1934-1935                  | Ambrosiana-Inter           | A                          | 30         | 10         | -               | -               | -               | CEC                | 2                  | 1                  | -           | -           | -           | 32     | 11     |
| 1935-1936                  | Ambrosiana-Inter           | A                          | 29         | 7          | CI              | 2               | 1               | CEC                | 5                  | 2                  | -           | -           | -           | 36     | 10     |
| 1936                       | Independiente              | PD                         | 3          | 1          | -               | -               | -               | -                  | -                  | -                  | -           | -           | -           | 3      | 1      |
| 1937                       | Estudiantil Porteño        | SD                         | 16         | 9          | -               | -               | -               | -                  | -                  | -                  | -           | -           | -           | 16     | 9      |
| Totale Estudiantil Porteño | Totale Estudiantil Porteño | Totale Estudiantil Porteño | 127        | 46         |                 | -               | -               |                    | -                  | -                  |             | -           | -           | 127    | 46     |
| 1938-1939                  | Ambrosiana-Inter           | A                          | 23         | 3          | CI              | 4               | 0               | -                  | -                  | -                  | -           | -           | -           | 27     | 3      |
| 1939-1940                  | Ambrosiana-Inter           | A                          | 29         | 12         | CI              | 1               | 0               | CEC                | 2                  | 1                  | -           | -           | -           | 32     | 13     |
| 1940-1941                  | Ambrosiana-Inter           | A                          | 29         | 6          | CI              | 1               | 0               | -                  | -                  | -                  | -           | -           | -           | 30     | 6      |
| 1941-1942                  | Ambrosiana-Inter           | A                          | 22         | 3          | CI              | 1               | 1               | -                  | -                  | -                  | -           | -           | -           | 23     | 4      |
| 1942-1943                  | Ambrosiana-Inter           | A                          | 10         | 2          | CI              | 1               | 0               | -                  | -                  | -                  | -           | -           | -           | 11     | 2      |
| Totale Ambrosiana-Inter    | Totale Ambrosiana-Inter    | Totale Ambrosiana-Inter    | 268        | 76         |                 | 10              | 2               |                    | 17                 | 8                  |             | -           | -           | 295    | 86     |
| 1944                       | Novara                     | CAI                        | 16         | 5          | -               | -               | -               | -                  | -                  | -                  | -           | -           | -           | 16     | 5      |
| 1945-1946                  | Legnano                    | B-C                        | 15         | 2          | -               | -               | -               | -                  | -                  | -                  | -           | -           | -           | 15     | 2      |
| 1946-1947                  | Cosenza                    | B                          | 31         | 0          | -               | -               | -               | -                  | -                  | -                  | -           | -           | -           | 31     | 0      |
| 1947-1948                  | Cosenza                    | B                          | 13         | 0          | -               | -               | -               | -                  | -                  | -                  | -           | -           | -           | 13     | 0      |
| Totale Cosenza             | Totale Cosenza             | Totale Cosenza             | 48         | 0          |                 | -               | -               |                    | -                  | -                  |             | -           | -           | 48     | 0      |
| Totale carriera            | Totale carriera            | Totale carriera            | 475        | 130        |                 | 10              | 2               |                    | 17                 | 8                  |             | -           | -           | 502    | 140    |

### Cronologia presenze e reti in nazionale
| Cronologia completa delle presenze e delle reti in nazionale ― Argentina | Cronologia completa delle presenze e delle reti in nazionale ― Argentina | Cronologia completa delle presenze e delle reti in nazionale ― Argentina | Cronologia completa delle presenze e delle reti in nazionale ― Argentina | Cronologia completa delle presenze e delle reti in nazionale ― Argentina | Cronologia completa delle presenze e delle reti in nazionale ― Argentina | Cronologia completa delle presenze e delle reti in nazionale ― Argentina | Cronologia completa delle presenze e delle reti in nazionale ― Argentina |
| Data                                                                     | Città                                                                    | In casa                                                                  | Risultato                                                                | Ospiti                                                                   | Competizione                                                             | Reti                                                                     | Note                                                                     |
| ------------------------------------------------------------------------ | ------------------------------------------------------------------------ | ------------------------------------------------------------------------ | ------------------------------------------------------------------------ | ------------------------------------------------------------------------ | ------------------------------------------------------------------------ | ------------------------------------------------------------------------ | ------------------------------------------------------------------------ |
| 19-7-1930                                                                | Montevideo                                                               | Argentina                                                                | 6 – 3                                                                    | Messico                                                                  | Mondiali 1930 - Fase a gironi                                            | -                                                                        |                                                                          |
| 4-7-1931                                                                 | Buenos Aires                                                             | Argentina                                                                | 1 – 1                                                                    | Paraguay                                                                 | Copa Rosa Chevallier Boutell                                             | -                                                                        |                                                                          |
| 9-7-1931                                                                 | Buenos Aires                                                             | Argentina                                                                | 3 – 1                                                                    | Paraguay                                                                 | Copa Rosa Chevallier Boutell                                             | -                                                                        |                                                                          |
| Totale                                                                   |                                                                          | Presenze                                                                 | 3                                                                        |                                                                          | Reti                                                                     | 0                                                                        |                                                                          |

| Cronologia completa delle presenze e delle reti in nazionale ― Italia | Cronologia completa delle presenze e delle reti in nazionale ― Italia | Cronologia completa delle presenze e delle reti in nazionale ― Italia | Cronologia completa delle presenze e delle reti in nazionale ― Italia | Cronologia completa delle presenze e delle reti in nazionale ― Italia | Cronologia completa delle presenze e delle reti in nazionale ― Italia | Cronologia completa delle presenze e delle reti in nazionale ― Italia | Cronologia completa delle presenze e delle reti in nazionale ― Italia |
| Data                                                                  | Città                                                                 | In casa                                                               | Risultato                                                             | Ospiti                                                                | Competizione                                                          | Reti                                                                  | Note                                                                  |
| --------------------------------------------------------------------- | --------------------------------------------------------------------- | --------------------------------------------------------------------- | --------------------------------------------------------------------- | --------------------------------------------------------------------- | --------------------------------------------------------------------- | --------------------------------------------------------------------- | --------------------------------------------------------------------- |
| 27-11-1932                                                            | Milano                                                                | Italia                                                                | 4 – 2                                                                 | Ungheria                                                              | Amichevole                                                            | -                                                                     |                                                                       |
| 1-6-1934                                                              | Firenze                                                               | Italia                                                                | 1 – 0                                                                 | Spagna                                                                | Mondiali 1934 - Quarti di finale (ripetizione)                        | -                                                                     | Ripetizione della gara terminata 1-1                                  |
| 24-3-1935                                                             | Vienna                                                                | Austria                                                               | 0 – 2                                                                 | Italia                                                                | Coppa Internazionale                                                  | -                                                                     |                                                                       |
| 27-10-1935                                                            | Praga                                                                 | Cecoslovacchia                                                        | 2 – 1                                                                 | Italia                                                                | Coppa Internazionale                                                  | -                                                                     |                                                                       |
| 24-11-1935                                                            | Milano                                                                | Italia                                                                | 2 – 2                                                                 | Ungheria                                                              | Coppa Internazionale                                                  | -                                                                     |                                                                       |
| 5-4-1936                                                              | Zurigo                                                                | Svizzera                                                              | 1 – 2                                                                 | Italia                                                                | Amichevole                                                            | 1                                                                     |                                                                       |
| 17-5-1936                                                             | Roma                                                                  | Italia                                                                | 2 – 2                                                                 | Austria                                                               | Amichevole                                                            | 1                                                                     |                                                                       |
| 31-5-1936                                                             | Budapest                                                              | Ungheria                                                              | 1 – 2                                                                 | Italia                                                                | Amichevole                                                            | -                                                                     |                                                                       |
| 20-11-1938                                                            | Bologna                                                               | Italia                                                                | 2 – 0                                                                 | Svizzera                                                              | Amichevole                                                            | -                                                                     |                                                                       |
| 4-12-1938                                                             | Napoli                                                                | Italia                                                                | 1 – 0                                                                 | Francia                                                               | Amichevole                                                            | -                                                                     |                                                                       |
| 12-11-1939                                                            | Zurigo                                                                | Svizzera                                                              | 3 – 1                                                                 | Italia                                                                | Amichevole                                                            | -                                                                     |                                                                       |
| 26-11-1939                                                            | Berlino                                                               | Germania                                                              | 5 – 2                                                                 | Italia                                                                | Amichevole                                                            | 1                                                                     |                                                                       |
| 14-4-1940                                                             | Roma                                                                  | Italia                                                                | 2 – 1                                                                 | Romania                                                               | Amichevole                                                            | -                                                                     |                                                                       |
| Totale                                                                |                                                                       | Presenze                                                              | 13                                                                    |                                                                       | Reti                                                                  | 3                                                                     |                                                                       |

## Palmarès

### Giocatore

#### Club
- Coppa Italia: 1

Ambrosiana-Inter: 1938-1939
- Campionato italiano: 1

Ambrosiana-Inter: 1939-1940

#### Nazionale
- Campionato mondiale: 1

Italia 1934
- Coppa Internazionale: 1

1933-1935